# Coleophora anatolica
Coleophora anatolica é uma espécie de mariposa do gênero Coleophora pertencente à família Coleophoridae.